# Демуцький Порфирій Данилович
Порфи́рій Дани́лович Дему́цький (25 лютого (8 березня) 1860 , Янишівка, Таращанський повіт, Київська губернія, Російська імперія  — 5 червня 1927 , Київ, Українська СРР, СРСР ) — український фольклорист, хоровий диригент, викладач, композитор. Батько Данила Демуцького.

## Життєпис
Народився 25 лютого (8 березня) 1860 року в селі Янишівка (тепер Іванівка Ставищенського району, Київської області) в дворянській родині. Музичну освіту здобув у Київській духовній семінарії в 1876–1882 роках. Юнаком співав у Миколи Лисенка, з яким мав тісні творчі зв'язки. Після закінчення медичного факультету Київського університету в 1889 році, працював лікарем в селі Охматові на Київщині (нині — Черкаська обл.). Збирав і обробляв народні пісні; організував народний хор, з яким виступав у багатьох місцевостях України. В репертуарі хору були українські народні багатоголосі пісні, що їх виконували в народному стилі.
1918 року — переїхав до Києва; з 1921 року працював у Етнографічній комісії УАН, був професором Музично-драматичного інституту імені М. В. Лисенка. Підтримував творчі зв'язки з професійними (капела «Думка») й самодіяльними хоровими колективами, активно пропагував українську народну пісню.
Помер 5 червня 1927 року. Похований в Києві на Байковому кладовищі (ділянка № 2; надгробок — мармур; скульптор І. Г. Майєр).

## Творчість
Автор вокальних творів («Дума про Федора Безрідного», «Заповіт» та інші на тексти Тараса Шевченка). Найважливіші збірки:
- «Народні українські пісні на Київщині» (1905)
- «Українські народні пісні» (1951)
- «Ліра і її мотив» (1954)
- «Українські народні пісні. Багатоголосся» (1954)
- «Українські народні пісні Охматівського хору»,[10] «Музична Україна», Київ — 1968

## Вшанування пам'яті
В Уманському музичному училищі створено музеї, що носить ім'я П. Д. Демуцького. На фасаді Уманського музичного училища, що теж носить його ім'я, Порфирію Демуцькому встановлено меморіальну дошку. Також меморіальну дошку встановлено у місті Жашків та селі Охматів. У 2004 року засновано обласну премію імені Порфирія Демуцького.

## Галерея

Могила Порфирія і Данила Демуцьких
Меморіальна дошка у місті Умань
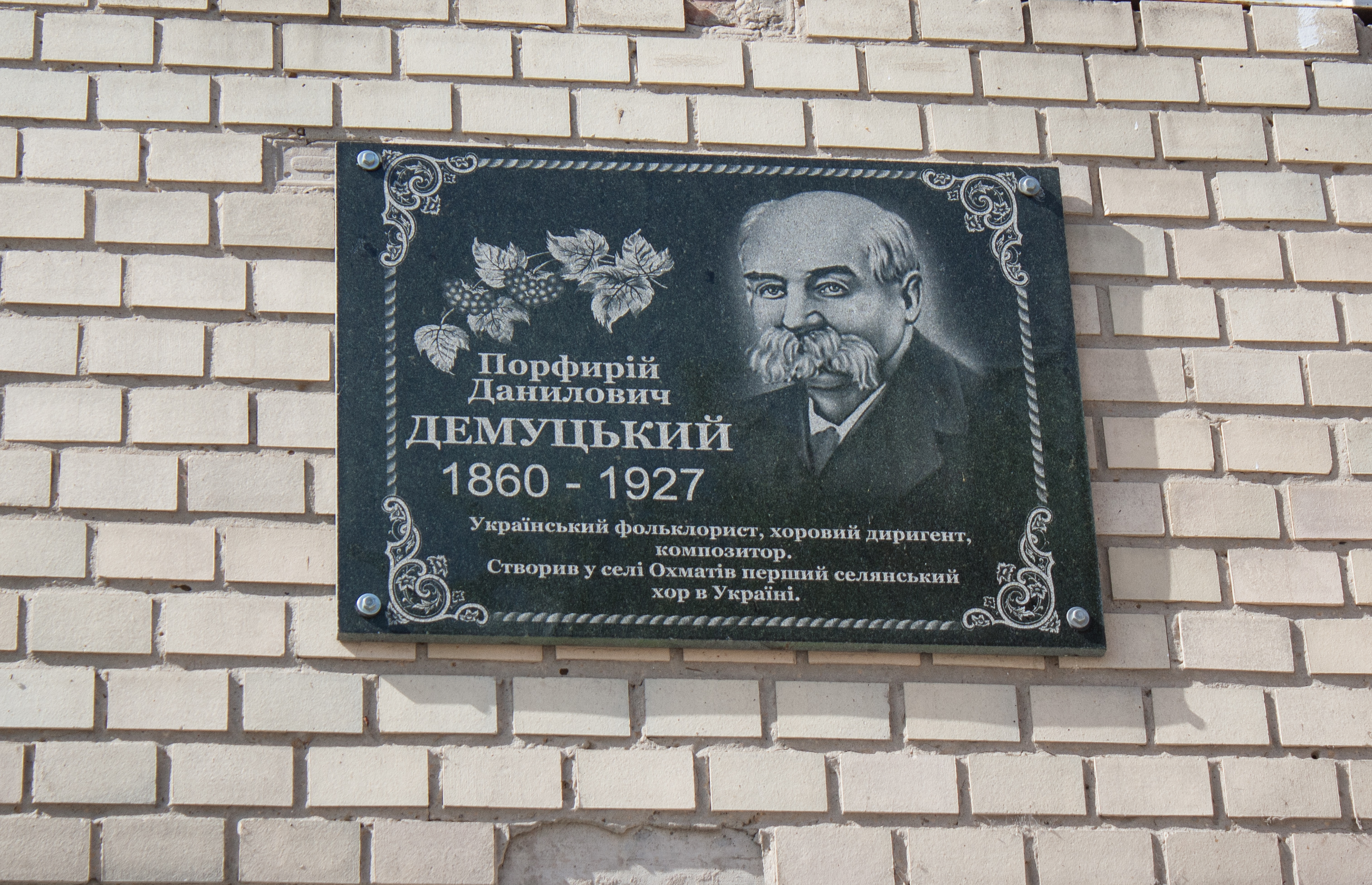
Меморіальна дошка у місті Жашків

## Перевидання
- Демуцький П. — Ліра і її мотиви: Додатки. Біографічні матеріали / П. Д. Демуцький ; упоряд., покажч. О. О. Савчук ; передмови О. В. Богданової та Ю. Є. Медведика ; інципітарій текстів Ю. Є. Медведика ; примітки О. М. Геращенко, Ю. Є. Медведика ; уклад. бібліогр. П. О. Андрійчук. — Харків: Видавець Савчук О. О., 2012. — 310 с. ; 39 іл. — ISBN 978-966-2562-18-7. [Архівовано 24 вересня 2018 у Wayback Machine.]